# Tamiami (Florida)
Tamiami es un lugar designado por el censo ubicado en el condado de Miami-Dade en el estado estadounidense de Florida. En el Censo de 2010 tenía una población de 55.271 habitantes y una densidad poblacional de 2.864,85 personas por km².

## Geografía
Tamiami se encuentra ubicado en las coordenadas 25°45′23″N 80°24′9″O / 25.75639, -80.40250. Según la Oficina del Censo de los Estados Unidos, Tamiami tiene una superficie total de 19.29 km², de la cual 18.31 km² corresponden a tierra firme y (5.11%) 0.99 km² es agua.

## Demografía
Según el censo de 2010, había 55.271 personas residiendo en Tamiami. La densidad de población era de 2.864,85 hab./km². De los 55.271 habitantes, Tamiami estaba compuesto por el 94.51% blancos, el 1.35% eran afroamericanos, el 0.07% eran amerindios, el 0.7% eran asiáticos, el 0% eran isleños del Pacífico, el 2.04% eran de otras razas y el 1.33% pertenecían a dos o más razas. Del total de la población el 92.67% eran hispanos o latinos de cualquier raza.